# The Invisible Invasion
| Оценки критиков | Оценки критиков |
| Источник        | Оценка          |
| --------------- | --------------- |
| Allmusic        | [ 1 ]           |
| NME             | (7/10)          |
| Pitchfork Media | (6.0/10)        |
| PopMatters      | (6/10)          |
| Rolling Stone   | [ 5 ]           |

The Invisible Invasion — третий студийный альбом британской инди-рок-группы The Coral, выпущенный 23 мая 2005 года на лейбле Deltasonic. Пластинка смогла занять третье место в британских чартах. Продюсерами диска выступили Джефф Бэрроу и Адриан Атли из Portishead.  Большинство критиков отметило в этом альбоме возросшее музыкальное мастерство группы по сравнению с предыдущими работами. В США релиз альбома состоялся 30 августа того же 2005 года на лейбле Columbia Records.

## Список композиций
| №   | Название                   | Автор(ы)                           | Длительность |
| --- | -------------------------- | ---------------------------------- | ------------ |
| 1.  | «She Sings the Mourning»   | James Skelly, Nick Power           | 3:08         |
| 2.  | «Cripples Crown»           | J. Skelly, Power                   | 3:38         |
| 3.  | «So Long Ago»              | J. Skelly, Power, Bill Ryder-Jones | 2:42         |
| 4.  | «The Operator»             | J. Skelly                          | 2:20         |
| 5.  | «A Warning to the Curious» | J. Skelly, Power, Ryder-Jones      | 3:56         |
| 6.  | «In the Morning»           | J. Skelly                          | 2:33         |
| 7.  | «Something Inside of Me»   | J. Skelly                          | 2:26         |
| 8.  | «Come Home»                | J. Skelly, Power, Ryder-Jones      | 4:14         |
| 9.  | «Far from the Crowd»       | J. Skelly                          | 3:39         |
| 10. | «Leaving Today»            | J. Skelly, Lee Southall            | 3:08         |
| 11. | «Arabian Sand»             | The Coral                          | 4:02         |
| 12. | «Late Afternoon»           | J. Skelly                          | 3:56         |

| №   | Название                                       | Автор(ы)  | Длительность |
| --- | ---------------------------------------------- | --------- | ------------ |
| 13. | «Gina Jones»                                   | J. Skelly | 3:31         |
| 14. | «Leeslunchboxbyblueleadandthevelcrounderpants» | The Coral | 2:57         |

| №  | Название                       | Длительность |
| -- | ------------------------------ | ------------ |
| 1. | «Pass It On»                   | 2:33         |
| 2. | «Shadows Fall»                 | 3:29         |
| 3. | «Don't Think You're the First» | 4:03         |
| 4. | «Dreaming of You»              | 2:19         |
| 5. | «A Warning to the Curious»     | 3:50         |
| 6. | «She Sings the Mourning»       | 3:06         |
| 7. | «Something Inside of Me»       | 2:21         |
| 8. | «Arabian Sand»                 | 3:46         |

## Участники записи
The Coral
- Джеймс Скелли — вокал, гитара, аранжировки
- Ли Саутхолл — гитара, аранжировки
- Билл Райдер-Джонс[англ.] — гитара, аранжировки
- Пол Даффи — бас-гитара, аранжировки
- Ник Пауэр — клавишные, аранжировки
- Иэн Скелли — ударные, аранжировки, арт-директор, дизайн

Производственный персонал
- Адриан Атли — продюсер, звукоинженер, микширование
- Джеофф Бэрроу — продюсер, микширование
- Мэттью Эдж — ассистент звукоинженера
- Стив Дэвис — ассистент звукоинженера
- Крэйг Силви — микширование
- Ник Джоплин — ассистент микширования
- Пол Коркетт[англ.] — ассистент микширования
- Фрэнк Аркрайт — мастеринг

Прочий персонал
- Кевин Пауэр — оформление, дизайн
- Клейр Льюис — ассистент

## Позиции в чартах
| Чарт (2005)                | Позиция |
| -------------------------- | ------- |
| Франция (SNEP)             | 104     |
| Ирландия (IRMA)            | 16      |
| Japan (Oricon)             | 53      |
| Великобритания (UK Albums) | 3       |

## История релиза
| Страна         | Дата выпуска | Лейбл      | Формат                       | Каталожный номер   |
| -------------- | ------------ | ---------- | ---------------------------- | ------------------ |
| Великобритания | 23 мая 2005  | Deltasonic | CD, LP, цифровая дистрибуция | DLTCD036, DLTLP036 |